# ژامانتوز (شهرستان می)
ژامانتوز (قزاقی: Жамантұз) یک دریاچه در استان پاولودار کشور قزاقستان است.